# Zethus striatifrons
Zethus striatifrons är en stekelart som beskrevs av Fox 1899. Zethus striatifrons ingår i släktet Zethus och familjen Eumenidae. Inga underarter finns listade i Catalogue of Life.